# Jonathan Speelman
Jonathan Simon Speelman (ur. 2 października 1956 w Londynie) – szachista angielski, arcymistrz od 1980 roku.

## Kariera szachowa
Pierwsze sukcesy na arenie międzynarodowej odniósł na początku lat 80. W 1980 roku zajął IV miejsce za Ulfem Anderssonem i Wiktorem Korcznojem na turnieju w Londynie. Podobny wynik w londyńskim turnieju uzyskał dwa lata później (czwarte miejsce za Anderssonem i Anatolijem Karpowem, przed Borysem Spasskim). Od 1985 uczestniczył w turniejach międzystrefowych (eliminacjach do meczu o mistrzostwo świata), dwukrotnie awansując do meczów pretendentów. Największy sukces odniósł w 1988 i 1989 roku, gdy w meczach pretendentów pokonał Yassera Seirawana (4 - 1) i Nigela Shorta (3½ - 1½). W meczu półfinałowym przegrał z Janem Timmanem (3½ - 4½).
W następnym cyklu meczów pretendentów w 1991 roku Speelman przegrał w pierwszej rundzie z Nigelem Shortem (4½ - 5½ po dogrywce). W tym roku podzielił IV miejsce w bardzo silnie obsadzonym turnieju w Linares, za Wasilijem Iwanczukiem i Garrim Kasparowem, a przed Anatolijem Karpowem i Viswanathanem Anandem. W kolejnych cyklach rozgrywek o mistrzostwo świata nie odniósł sukcesu. W turnieju międzystrefowym w Biel (1993), rozgrywanym systemem szwajcarskim zajął odległe XXXVII miejsce. W mistrzostwach świata FIDE w 1999 roku w Las Vegas przegrał w II rundzie z Borysem Gelfandem, rok później w Teheranie został wyeliminowany w I rundzie przez Bartłomieja Macieję.
Speelman był mistrzem Wielkiej Brytanii w latach 1978, 1985 i 1986. Wielokrotnie reprezentował Anglię w turniejach drużynowych, m.in.:
- czternastokrotnie na olimpiadach szachowych (w latach 1980, 1982, 1984, 1986, 1988, 1990, 1992, 1994, 1996, 1998, 2000, 2002, 2004, 2006); pięciokrotny medalista: wspólnie z drużyną – trzykrotnie srebrny (1984, 1986, 1988) i brązowy (1990) oraz indywidualnie – srebrny (1986 – na V szachownicy)[7],
- trzykrotnie na drużynowych mistrzostwach świata (w latach 1985, 1989, 1997); czterokrotny medalista: wspólnie z drużyną – dwukrotnie brązowy (1985, 1989) oraz indywidualnie – złoty (1997 – na IV szachownicy) i brązowy (1989 – na II szachownicy)[8],
- dziewięciokrotnie na drużynowych mistrzostwach Europy (w latach 1977, 1980, 1983, 1992, 1997, 1999, 2001, 2003, 2005); czterokrotny medalista: wspólnie z drużyną – złoty (1997) oraz dwukrotnie brązowy (1980, 1992) oraz indywidualnie srebrny (1980 – na IV szachownicy)[9].

Najwyższy ranking w karierze osiągnął 1 lipca 1988 r., z wynikiem 2645 punktów zajmował wówczas 5. miejsce na światowej liście FIDE.
Opublikował kilkanaście książek o tematyce szachowej, wśród nich szczegółowe opracowania dotyczące gry końcowej.

## Wybrane publikacje
- Analysing the Endgame, Batsford, Londyn 1991, ISBN 978-0-7134-1909-2
- Endgame Preparation, Batsford, Londyn 1981, ISBN 978-0-7134-4000-3
- Best Chess Games, 1970-80, Allen & Unwin, Londyn 1982, ISBN 978-0-04-794015-6
- Batsford Chess Endings, Batsford, Londyn 1993, ISBN 978-0-7134-4420-9 (wspólnie z Jonathanem Tisdallem i Robertem Wade'em)
- Jon Speelman's Best Games, Batsford, Londyn 1997, ISBN 978-0-7134-6477-1